# Artemisinin
Artemisinin je organsko jedinjenje, koje sadrži 15 atoma ugljenika i ima molekulsku masu od 282,332 .
O artemisininu:
Artemisinin se dobija ekstrakcijom iz biljke artemisia annua Qinghaosu kineski naziv ili narodski zvane slatki pelin. Artemisinin je privi put izolovan u kristal 1973 od strane kineskih naučnika. Ovaj projekat nazivaju 523 i tom prilikom su otkriveni dihidroartemisinin, artemeter, artelična kiselina koji se koriste za lečenje malarije. Ovaj lek se po mnogim osobinama razlikuje od klasičnih hinolinskih anti malarija lekova i izuzetno je učinkovit kad se kombinuje sa njima.
Vrste artemisinin i pousintetički derivati:
Dihidroartemisinin, artesunat, arter su prvi put pronađeni od strane kineskih naučnika 1970. Artemison predstavnik nove klase artemisinina poznate kao amino-artemisinin. Njegove karakteristike su niska toksičnost. Artesunat je pripreman kao proizvod u Valterovom Crvenoarmijskom institutu za istraživanje ali je odbijen i prekinuto je istraživanje zbog njegove visoke toksičnosti.
Upotreba Artemisinina:
Artemisinin se koristi kao efektivno sredstvo za lečenje malarije a priznat je kao takav od strane svetske zdravstvene organizacije.
Korišćenje artesunata polusintetičkog derivata iz slatkog pelina za lečenje teškog oblika malarije je veoma istaknuto u nedavnim publkacijama. Artesunat je veoma delotvoran u poređenju sa kininom i ima manje neželjenih efekata u odnosu na kinin, jedini lek dosada koji je korišćen za lečenje malarije.Njegova delotvornost je se takođe pokazala i kod parazitskih infekcija kao što je šistozomijaza.
Takođe se koristi za efektivno uništavanje bakterija, gljivica i nekih virusa.
Naučna istraživanja koja su usmerena u pravcu pronalaženja leka protiv raka navode da ima antikancerogeno dejstvo.

## Osobine
| Osobina                  | Vrednost |
| ------------------------ | -------- |
| Broj akceptora vodonika  | 5        |
| Broj donora vodonika     | 0        |
| Broj rotacionih veza     | 0        |
| Particioni koeficijent ( | 2,0      |
| Rastvorljivost (logS, log(mol/L))       | -2,1     |
| Polarna površina (PSA, Å2)  | 54,0     |

## Literatura
- Hardman JG, Limbird LE, Gilman AG (2001). Goodman & Gilman's The Pharmacological Basis of Therapeutics (10. изд.). New York: McGraw-Hill. ISBN 0071354697. doi:10.1036/0071422803.
- Thomas L. Lemke; David A. Williams, ур. (2007). Foye's Principles of Medicinal Chemistry (6. изд.). Baltimore: Lippincott Willams & Wilkins. ISBN 0781768799.

## Spoljašnje veze
|  | Molimo Vas, obratite pažnju na važno upozorenje u vezi sa temama iz oblasti medicine (zdravlja). |